# Spannungsanstiegsgeschwindigkeit

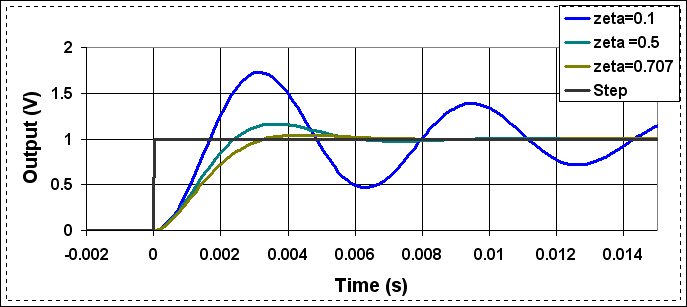
Reaktion auf eine sprunghafte Anregung mit begrenzter Anstiegsgeschwindigkeit je nach Dämpfung

Die Spannungsanstiegsgeschwindigkeit ist die Änderung einer Spannung in einer charakterisierenden oder infinitesimalen Zeitspanne bezogen auf diese Zeitspanne. Vorzugsweise dient diese physikalische Größe zur Kennzeichnung nahezu sprunghafter Änderungen mit entsprechend kurzen Zeitspannen. Es gibt Anwendungen des Begriffs Spannungsanstiegsgeschwindigkeit sowohl im Zusammenhang mit elektrischer Spannung als auch mechanischer Spannung. Hier wird nur die erstgenannte Anwendung behandelt, zur zweitgenannten siehe Einzelnachweise.

## Grundlage
Eine sprunghafte Änderung eines Systems ist die Idealisierung eines Verhaltens, die für sehr viele Anwendungen vorteilhaft ist. Jedoch erfordert jeder Transport von Masse oder Energie Zeit, und eine sprunghafte Änderung dieser Größen ist nicht möglich. Vielmehr gibt es einen Einschwingvorgang für das zeitliche Verhalten eines Systems nach dem Einsetzen einer äußeren Anregung. Als besonders einfaches Beispiel dient als Energiespeicher ein Kondensator, an dem sich die Spannung {\displaystyle U} nicht sprunghaft ändern kann, weil ihre Anstiegsgeschwindigkeit {\displaystyle {\tfrac {\mathrm {d} U}{\mathrm {d} t}}} proportional zur Stromstärke {\displaystyle I} ist. Ein Sprung mit unendlich großem Anstieg würde eine unendlich große Stromstärke erfordern. Bei Wechselbeziehung zwischen zwei Energiespeichern können auch Schwingungen auftreten.

## Anwendungen in der Elektrotechnik

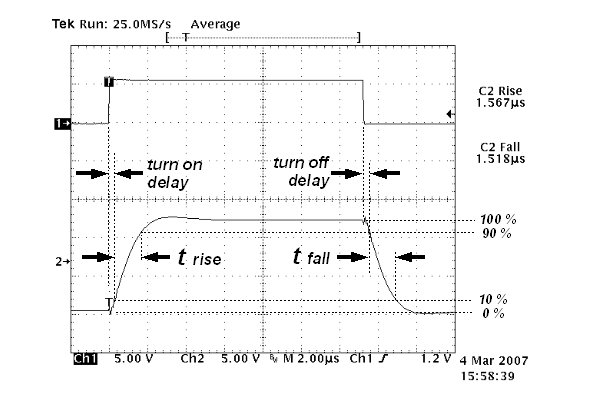
Anstiegs- und Abfallzeiten eines Schaltsignales (untere Kurve) und Verzögerungszeiten (delays) zum Steuer- bzw. Eingangssignal (obere Kurve)

In der Digitaltechnik beschreiben Anstiegs- und Abfallzeiten die bei einem Schaltvorgang charakteristischen Zeiten, in denen das Signal nicht mehr den alten und noch nicht den neuen definierten Logikpegel („0“ oder „1“) oder Schaltzustand innehat. Die mittlere Anstiegsgeschwindigkeit ergibt sich aus der Spannungsänderung von 10 % bis 90 % der Sprunghöhe und der zugehörigen Zeitänderung. Sie wird auch als Flankensteilheit bezeichnet. Kurze Zeiten beziehungsweise steile Spannungsanstiege sollen die Ausbildung von Übergangszuständen vermeiden. Soll eine sich kontinuierlich ändernde Spannung bei einem bestimmten Wert einen Schaltvorgang auslösen, so kann zur Erzielung der dafür erforderlich hohen Anstiegsgeschwindigkeit ein Schmitt-Trigger eingesetzt werden.
Umgekehrt sind Thyristoren mit ohmsch-induktiver Last kritisch in Blick auf eine zu hohe Anstiegsgeschwindigkeit der Spannung. Bei zu hoher Geschwindigkeit besteht die Gefahr von Fehlzündungen oder Zerstörung. Angaben im Datenblatt zur kritischen Spannungssteilheit sind zu beachten.
Schaltvorgänge im elektrischen Energieversorgungsnetz können mit sehr steil ansteigenden „transienten“ Schwingungen und hohen Scheitelwerten Überspannungen auslösen. Mit einer hohen Geschwindigkeit einer Spannungsänderung, beispielsweise in Spannungsspitzen, entsteht eine hochfrequente Energieabstrahlung, die Störungen in elektronischen Geräten verursachen kann. Ihr ist durch Maßnahmen der elektromagnetischen Verträglichkeit zu begegnen.
Bei Operationsverstärkern gibt es an deren Ausgang eine maximal mögliche Spannungsanstiegsgeschwindigkeit, die als slew rate bezeichnet wird. Bei sinusförmiger Aussteuerung kann sich die Ausgangsspannung zu keinem Zeitpunkt schneller ändern als mit der slew rate {\displaystyle {\text{SR}}}. Für eine Sinusspannung mit {\displaystyle \ u={\hat {u}}\sin \omega t\ } ist {\displaystyle \ {\tfrac {\mathrm {d} u}{\mathrm {d} t}}={\hat {u}}\;\omega \cos \omega t\ }. Der Maximalwert der Frequenz {\displaystyle f_{\mathrm {max} }} für sinusförmige Ausgangsspannung ergibt sich aus {\displaystyle \ \left.{\tfrac {\mathrm {d} u}{\mathrm {d} t}}\right|_{\mathrm {max} }={\hat {u}}\;\omega _{\mathrm {max} }=2\pi {\hat {u}}\;f_{\mathrm {max} }={\text{SR}}}.